# Cancer/Testis Antigen
Cancer/Testis Antigen (zu deutsch Tumor/Hoden-Antigen) bezeichnet Antigene, die unter anderem von Tumoren gebildet werden und ursprünglich bei Krebs identifiziert wurden.

## Eigenschaften
Cancer/Testis Antigens sind Proteine und Tumorantigene. Sie kommen in Tumoren, kurzzeitig während der Embryogenese und in gesunden Spermatozyten vor und sind daher ein Zielantigen bei der Entwicklung von Krebsimpfstoffen und Krebsimmuntherapien mit adoptivem Zelltransfer. Sie sind an der Meiose in Spermatozyten beteiligt. Durch Cancer/Testis Antigens entstehen die in Tumoren oftmals beobachtete unvollständige Trennung der Chromosomen und die Aneuploidie. Viele der Cancer/Testis Antigens sind Onkogene und sind an zellulären Prozessen wie Zellwachstum und -teilung, an der Hemmung der Apoptose und an der Metastasierung beteiligt. Sie sind daher oftmals an der Onkogenese und der malignen Transformation beteiligt.
Das Vorkommen der Genexpression von Cancer/Testis Antigens in Tumoren korreliert mit der Progredienz der Tumorerkrankung, weshalb sie auch als Biomarker für den Verlauf einer Tumorerkrankung dienen. Das Immunprivileg der Spermatozyten vermeidet eine Immunreaktion gegen gesunde Spermatozyten im Zuge einer Krebsimmuntherapie. Spermatozyten besitzen kein MHCI und können daher zytotoxische T-Zellen des Immunsystems nicht aktivieren. Durch die lokal begrenzte Genexpression in gesunden Zellen mit Immunprivileg entsteht im restlichen Organismus weniger Immuntoleranz trotz des körpereigenen Ursprungs der Proteine, welche bei der Krebsimmuntherapie genutzt wird.

## Typen
Es wurden über 250 Cancer/Testis Antigens beschrieben. Sie können in zwanzig Familien oder drei Gruppen unterteilt werden (Testis-Restricted, Testis/Brain-Restricted und Testis-Selective). Beispiele sind MAGE-A1, MAGE-A3, MAGE-C1, BAGE, GAGE, HAGE, T21, SSX1, SSX2, SSX3, SYCP-1, PRAME, CT83 und NY-ESO-1. Die auf dem X-Chromosom liegenden Cancer/Testis Antigens sind überwiegend nur in Primaten zu finden, während die auf Autosomen liegenden in vielen Arten evolutionär konserviert sind. Mehr als 10 % der Gene auf dem X-Chromosom von Primaten sind Cancer/Testis Antigens.
Cancer/Testis Antigens sind in der Datenbank CTdatabase (früher auch noch bei ACTAbase) aufgeführt.

## Geschichte
Im Jahr 1991 wurden durch DNA-Sequenzierung der Gene von T-Zell-Rezeptoren aus Krebspatienten die ersten Cancer/Testis-Antigene MAGEA1, BAGE und GAGE identifiziert. Mittels SEREX wurden 1995 SSX2, NY-ESO-1 und SYCP-1 gefunden.